# 幡梭皇女
參數所指定的目標頁面不存在，建議更正成存在頁面或直接建立下列一個頁面（建立前請先搜尋是否有合適的存在頁面可以取代）：
- 幡梭稚郎姬

幡梭皇女（-{はたひ の ひめみこ，生卒年不详），又名草香幡梭皇女、草香幡梭姬皇女，《古事記》記作“若日下王”、“若日下部王”或“波多毗能若郎女”，是仁徳天皇之女。先爲履中天皇皇后，誕生中矶皇女。後爲雄略天皇皇后，膝下無子息。
履中天皇元年7月4日（400年8月9日），與葛城黒媛共同成為其後宫。履中天皇5年9月19日（404年11月7日）黒媛去世，接著405年2月20日立后。
安康天皇元年（454年）2月後，嫁给大泊瀬皇子（即雄略天皇）。雄略天皇元年3月3日（457年4月12日）立后。
| 前任： 八田皇女 | 日本皇后 404年—？年  | 繼任： 忍坂大中姬 |
| 前任： 中矶皇女 | 日本皇后 457年—479年 | 繼任： 难波小野王 |

}-